# 212998 Tolbachik
212998 Tolbachik este o planetă minoră (asteroid) din Inner Main Belt⁠(d). A fost descoperită pe 16 octombrie 1977 la Observatorul Palomar de Cornelis Johannes van Houten. 
Obiectul prezintă o orbită caracterizată de o semiaxă mare de 1,9587396552019 UAi, o excentricitate de 0,06, o înclinație de 21 ° în raport cu ecliptica.